# Gustave Geley
Gustave Geley (Monceau-Les-Mines, Nancy, 14 de julho de 1865 - Varsóvia, 14 de julho de 1924) foi um psiquiatra e pesquisador espírita francês. Considerado um dos mais notáveis pesquisadores no campo das materializações, tornou-se referência obrigatória no estudo do ectoplasma e seus fenômenos.

## Biografia

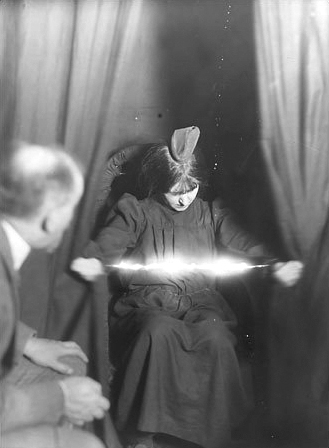
Materialização da médium Eva Carriére (1912)

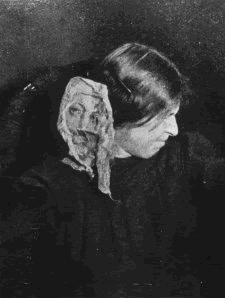
Materialização de um rosto, pela médium Eva Carriére (1912)

Formado pela Faculdade de Lyon, clinicou até 1918 em Annecy, tendo alcançado grande reputação.
Interessando-se pelos fenômenos paranormais, realizou muitos estudos que ficaram registrados em anais científicos da época. Destacaram-se as investigações com a médium de efeitos físicos Eva Carriére em 1916. Pouco depois, a convite de Jean Meyer, em 1919 abandonou a prática médica e passou a dedicar-se integralmente às pesquisas metapsíquicas, tornando-se o primeiro presidente do Instituto de Metapsíquica Internacional (I.M.I.), onde obteve novos fenômenos com o médium polonês de materializações Franek Kluski. Com ele obteve moldes em parafina de mãos e braços de espíritos materializados, ainda hoje em exposição no IMI em Paris.
Em 1920 fundou o "Bulletin de IMI" (mais tarde "Revue Metapsychiquee") onde divulgou grande parte das suas pesquisas e experimentos acerca da ideoplastia, clarividência, telepatia, correspondência cruzada, entre outros.
Em 1922 e 1923 acompanhou um novo ciclo de sessões de ectoplasmia, com o médium Jean Guzik, do que resultou o documento chamado de "Manifesto dos 34", assinado por eminentes homens de ciência, médicos, escritores e peritos da polícia. De 1921 a 1923 realizou, quer em Varsóvia, quer em Paris, experiências com o médium polonês Stephan Ossoviecki.
Faleceu em um acidente de avião, aos 56 anos de idade, quando regressava a Paris, após haver assistido, em Varsóvia, a várias sessões com Franek Kluski. Retirado dos destroços, ainda segurava a valise que continha fragmentos de moldes em parafina obtidos nas sessões.

## Obra comentada
- 1897 - "Essai de revue generale et l’interpretation syntehetique du Spiritisme"[4] - originalmente um resumo da doutrina espírita, que organizou para o seu próprio uso, em vista da sua excelência, alguns amigos convenceram-no a publicá-lo sob a forma de um ensaio.
- 1899 - "L’Etre subconscient" (O Ser Subconsciente) - aborda o perispírito, que descreve como composto por uma substância "homogênea, inacessível aos sentidos normais, imponderável, capaz de atravessar obstáculos materiais, suscetível de ser projetada parcialmente, bem longe da pessoa", mas que, por outro lado "é visível aos sensitivos em estado de hipnose". "O ser subconsciente exteriorizável - afirma - é o produto sintético duma série de consciências sucessivas que se fundem nele e que pouco a pouco o constituem".
- 1912 - Monismo Idealista e Palingenesia
- 1918 - "La Physiologie dite paranormale et les phénomènes d’idéoplastie" (A Chamada Fisiologia Supranormal e os Fenômenos de Ideoplastia)
- 1919 - "De l’Inconscient au Conscient" (Do Inconsciente ao Consciente) - desenvolve com profundidade o problema da evolução, analisando, através de um estudo crítico, as teorias clássicas da evolução através dos pensamentos de Darwin, de Lamarck e de Bergson.
- 1924 - "L’Ectoplasmie et la clairvoyance" (A ectoplasmia e a clarividência)[5] - apresenta fatos sobre esses fenómenos.